# Sportvereniging Spakenburg
L'SV Spakenburg è una società calcistica olandese con sede a Spakenburg.

## Storia
Lo Spakenburg è stato fondato nel 1931. Fino al 2009-2010 ha disputato in Hoofdklasse, il massimo livello dei campionati dilettantisctici olandesi. In seguito, con l'istituzione della Topklasse come massimo campionato dilettantistico, nella stagione 2010-2011 lo Spakenburg è passato nella nuova categoria.
Il club nutre un’accesa rivalità nei confronti dell’IJsselmeervogels, altra squadra con sede nella città di Spakenburg, che milita anch’essa nella Topklasse.

## Rosa
| N. |                        | Ruolo | Calciatore          |
| -- | ---------------------- | ----- | ------------------- |
|    | Paesi Bassi (bandiera) | P     | Jan Hopman          |
|    | Paesi Bassi (bandiera) | P     | Paul Kok            |
|    | Paesi Bassi (bandiera) | P     | Remco van Lopik     |
|    | Paesi Bassi (bandiera) | P     | Sven Taberima       |
|    | Paesi Bassi (bandiera) | D     | Lambert Zijl        |
|    | Paesi Bassi (bandiera) | D     | Klaas Vriend        |
|    | Paesi Bassi (bandiera) | D     | Jeroen Hessing      |
|    | Paesi Bassi (bandiera) | D     | Robert Verschraagen |
|    | Paesi Bassi (bandiera) | D     | Frederik Korlaar    |
|    | Paesi Bassi (bandiera) | D     | Richard Rademaker   |
|    | Paesi Bassi (bandiera) | D     | Michael Samuel      |
|    | Paesi Bassi (bandiera) | D     | Paul Michielsen     |
|    | Paesi Bassi (bandiera) | C     | Christy Bonevacia   |

| N. |                        | Ruolo | Calciatore              |
| -- | ---------------------- | ----- | ----------------------- |
|    | Paesi Bassi (bandiera) | C     | Jos Bouw                |
|    | Paesi Bassi (bandiera) | C     | Ivo Rottiné             |
|    | Paesi Bassi (bandiera) | C     | Jan Visscher            |
|    | Paesi Bassi (bandiera) | C     | Duncan van Moll         |
|    | Paesi Bassi (bandiera) | C     | Maarten Woudenberg      |
|    | Paesi Bassi (bandiera) | C     | Karim Elkkaddouri       |
|    | Paesi Bassi (bandiera) | A     | Shane Arana Barrantes   |
|    | Paesi Bassi (bandiera) | A     | Gijs Roodbeen           |
|    | Paesi Bassi (bandiera) | A     | Thijs Houwing           |
|    | Paesi Bassi (bandiera) | A     | Ruben Wilson            |
|    | Paesi Bassi (bandiera) | A     | Danny van den Meiracker |
|    | Paesi Bassi (bandiera) | A     | Salim Amerzgiou         |
|    | Paesi Bassi (bandiera) | A     | Harry Zwarthoed         |
|    | Paesi Bassi (bandiera) | A     | Sargon Gouriye          |

## Palmarès

### Competizioni nazionali
- Tweede Divisie: 1

2023-2024
- Derde Divisie: 3

2011-2012, 2013-2014, 2017-2018

### Altri piazzamenti
- Coppa dei Paesi Bassi:

Semifinalista: 2022-2023